# Neversdorf
Neversdorf er en by og en kommune i det nordlige Tyskland, beliggende i Amt Leezen under Kreis Segeberg. Kreis Segeberg ligger i den sydøstlige del af delstaten Slesvig-Holsten.

## Geografi
Kommunen ligger ved sydbredden af Neversdorfer See omkring 7 kilometer syd for Bad Segeberg. Motorvejen A 21 går gennem kommunen og lidt mod vest går Bundesstraße B 432.